# Besart Ibraimi
Besart Ibraimi (mazedonisch Бесарт Ибраими; * 17. Dezember 1986 in Kičevo, SFR Jugoslawien) ist ein nordmazedonischer Fußballspieler, der seit 2024 beim KF Shkëndija unter Vertrag steht.

## Karriere

### Verein
Ibraimi spielte ab Juli 2006 zunächst für den KF Vlazrimi in seiner Heimatstadt Kičevo. 2007 wechselte er zum Lokalrivalen FK Napredok. Seinen Durchbruch schaffte er beim aufstrebenden Verein FK Renova Džepčište aus der Region Tetovo, dessen Farben er ab dem Sommer 2008 trug. Mit 13 Toren in 26 Spielen war der beidfüßige Stürmer maßgeblich daran beteiligt, dass sein Verein in der Spielzeit 2008/2009 den dritten Rang in der Prva-Liga erreichte. In der darauffolgenden Saison trat Renova in der Qualifikation der Europa League beim belarussischen Vertreter FK Dinamo Minsk an. Dank eines Treffers von Ibraimi führten die Mazedonier in Minsk lange mit 1:0, gaben das Spiel aber noch mit 1:2 aus der Hand. Auch im Rückspiel traf Ibraimi wieder zur Führung für Renova, doch nach dem 1:1-Endstand war der Klub ausgeschieden. In der Saison 2009/10 war Ibraimi bis zum Jahreswechsel in 16 der 18 Ligaspiele seines Vereins im Einsatz, dabei erzielte er zwölf Tore. Im Januar 2010 wurde Ibraimi zum FC Schalke 04 transferiert, wo er einen Vertrag bis Juni 2013 unterschrieb.
Im Januar 2011 wechselte Ibraimi zum ukrainischen Verein PFK Sewastopol, wo er einen Vertrag bis Mitte 2014 unterschrieb. In der Rückrunde 2011 der Premjer-Liha kam er elfmal zum Einsatz und erzielte drei Tore, konnte den Abstieg in die Perscha Liha jedoch nicht verhindern. Im Juli 2011 wurde Ibraimi auf Leihbasis vom Erstligisten Tawrija Simferopol verpflichtet. Nach nur zwei Kurzeinsätzen wurde der Leihvertrag jedoch schon Ende August frühzeitig aufgelöst und er kehrte zu PFK Sewastopol zurück. Dort wurde er zum Stammspieler, doch schon 2013/14 folgten zwei weitere Leihen zu Metalurh Saporischschja und Enosis Neon Paralimni. Die Saison 2014/15 war Ibrahimi dann in Griechenland bei Ermis Aradippou aktiv und kehrte dann zurück in seine Heimat und schloss sich KF Shkëndija an. Dort gewann er in den folgenden Jahren fünf nationale Titel und schoss in 165 Ligaspielen 110 Treffer. 2021 ging er für eine Saison zu AO Xanthi und seitdem spielt er erneut in Nordmazedonien. Nach zwei Jahren beim FC Struga steht Ibrahimi nun seit August 2024 wieder beim Ligarivalen KF Shkëndija unter Vertrag.

### Nationalmannschaft
Sein Debüt in der mazedonischen A-Nationalmannschaft gab er am 5. September 2009 beim WM-Qualifikationsspiel in Schottland (0:2). Bis zum Oktober 2022 absolvierte er zwölf Länderspiele, erzielte jedoch noch kein Tor für sein Heimatland.

## Erfolge
- Mazedonischer Meister: 2018, 2019, 2021, 2023, 2024
- Mazedonischer Pokalsieger: 2016, 2018